# Бестопливный генератор Тесла
Бестопливный генератор Николы Тесла — устройство, которое, по заявлению изобретателя, получает электроэнергию из окружающего пространства (атмосферы) без использования топлива извне. Тесла впервые высказал эту идею в 1900 году в статье в журнале Century Magazine.

## Принцип работы
Тесла предлагал, например:
- Создание области с низкой температурой в сосуде. В это место по каналу начинает стекать тепло, которое преобразуется в электрическую энергию. При этом в сосуд попадает лишь вторичное остаточное тепло, главная задача — обеспечить постоянный отвод остаточного тепла.
- Использование энергии стоячих волн, проходящих через толщу Земли. Тесла утверждал, что электромагнитная энергия рассеяна в пространстве повсюду, и её можно извлекать из окружающей среды.

При этом Тесла допускал, что часть выходной энергии направляется снова на вход, и происходит самоподпитка системы

## Испытания
Идея бестопливного генератора Теслы не получила подтверждения. Физики прошлых веков заявили, что энергетические затраты на отвод тепла будут равны полученной энергии, и идея была похоронена.
Кроме того, есть технические трудности на пути создания бестопливных генераторов — для практического применения нужно преобразовывать ток малого напряжения, который наводит поле эфирной энергии низкой напряжённости, в ток с напряжением, достаточным для использования.

## Критика
Работа генератора Теслы противоречит закону сохранения энергии. Учёные называют устройство вечным двигателем, потому что оно использует свободную энергию, появление которой в настоящее время никто даже теоретически не обосновал.
Кроме того, работа генератора Теслы не имеет практического применения — он рассматривается исключительно как теоретический метод без применения на практике.

## Попытки воссоздания
Есть заявления о создании бестопливных генераторов, основанных на работах Теслы. Однако эти заявления не имеют подтверждения. Например, некоторые энтузиасты заявляют, что создали работающие генераторы, которые якобы могут «забирать» электроэнергию из стоячих волн, проходящих через толщу Земли. Однако создатели таких генераторов разоблачены на профильных форумах — они предлагают вечный двигатель первого рода, который в принципе невозможно создать.